# Toprakkale
Toprakkale là một huyện thuộc tỉnh Osmaniye, Thổ Nhĩ Kỳ. Huyện có diện tích 125 km² và dân số thời điểm năm 2007 là 13049 người, mật độ 104 người/km².